# Nabil el-Araby
Nabil El Araby (El Cairo, 15 de marzo de 1935-26 de agosto de 2024) fue un abogado y diplomático egipcio, juez de la Corte Internacional de Justicia.

## Biografía

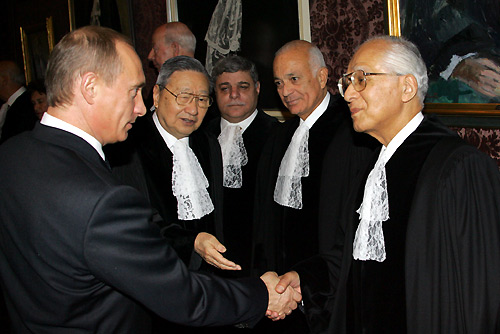
Nabil Elaraby junto a Vladímir Putin

Se desempeñó varias funciones en conferencias y organizaciones internacionales. M. et al. Comité Permanente, presidido por los principios de las Naciones Unidas de extender la prohibición del uso de la fuerza en las relaciones internacionales (1981-1982).
Fue representante permanente de Egipto en la Organización de las Naciones Unidas en Ginebra y Nueva York (1987-1999). Presidió el Consejo de Seguridad de 1996.
Miembro de la Comisión de Derecho internacional entre 1994 y 2001.
Entre 2001 y 2006 fue juez de la Corte Internacional de Justicia.
Ocupó el cargo del secretario de la Liga Árabe desde 2011 hasta 2016.